# Тромлиц, Иоганн Георг
Иоганн Георг Тромлиц (нем. Johann George Tromlitz; 8 ноября 1725, Райнсдорф (Тюрингия) — 4 февраля 1805, Лейпциг) — немецкий флейтист, композитор и конструктор музыкальных инструментов.

## Биография
Окончил факультет права Лейпцигского университета. О музыкальном образовании Тромлица ничего не известно, однако в 1754 г. он занял место первой флейты в лейпцигском оркестре «Große Konzert», предшественнике Оркестра Гевандхауза. После того, как оркестр был распущен из-за Семилетней войны, Тромлиц гастролировал как солист, в том числе в Санкт-Петербурге. После 1776 г. отказался от публичных выступлений, сосредоточившись на создании методических сочинений.
Среди музыкальных произведений Тромлица, помимо различных сочинений для флейты, «Одиннадцать песен на стихи Шиллера и Хёльти» (1796).
Правнуками Тромлица были композитор Вольдемар Баргиль и пианистка Клара Шуман.